# Benedikte Thorsteinsson
Benedikte „Bendó“ Sara Nanna Thorsteinsson Abelsdóttir (geb. Kristiansen; * 12. Februar 1950 in Eqaluit) ist eine grönländische Politikerin (Siumut).

## Leben
Benedikte Thorsteinsson ist das zehnte von fünfzehn Kindern des bedeutenden Schafzüchters Abraham Terkild Abel Kristiansen (1918–?) und seiner Frau Hanne Malene Dorthea Lise Rosing (1914–?), einer Schwester Nikolaj Rosings (1912–1976). Sie ist die Schwägerin des Politikers Ûssarĸak K'ujaukitsoĸ (1948–2018) und damit die Tante von Vittus Qujaukitsoq (* 1971). Eine weitere Nichte ist Anna Wangenheim (* 1982). Ihr Vater war Vorsitzender der von ihm gegründeten Schafzüchtervereinigung und war auch als Kommunalpolitiker aktiv.
Sie besuchte das Gymnasium im dänischen Køge, das sie 1970 abschloss. Dort lernte sie den Isländer Guðmundur „Gujo“ Þorsteinsson (* 1949) kennen, den sie am 22. September 1971 heiratete. Das Paar zog im selben Jahr nach Island, wo sie sich zur Büroangestellten ausbilden ließ. Mit ihrem Ehemann hat sie vier Kinder, Inga Dóra Guðmundsdóttir verh. Markussen, Súsan Ýr Guðmundsdóttir verh. Johnsen, Andreas Þorsteinn Guðmundsson und Eqalunnguaq Abel Kristiansen. 1984 zog die Familie nach Qaqortoq, wo Benedikte bei der Gemeindeverwaltung angestellt wurde. Von 1985 bis 1988 war sie Wohnungschefin der Gemeinde. Von 1988 bis 1989 war sie Kursleiterin an der Sulisartut Højskoliat und anschließend bis 1995 Fachlehrerin an der Handelsschule in Qaqortoq. Sie arbeitete als Beraterin des isländischen Konsuls in Grönland Pétur Ásgeirsson.
Von 1989 bis 1995 war sie Mitglied im Rat der Gemeinde Qaqortoq und diente dabei als Vizebürgermeisterin. Sie kandidierte bei der Parlamentswahl in Grönland 1995, verpasste jedoch den Einzug ins Parlament. Dennoch wurde sie anschließend zur Ministerin für Soziales und Arbeitsmarkt im Kabinett Johansen II ernannt. Als 1997 Lars-Emil Johansen sein Amt als Premierminister abgab, wurde Benedikte Thorsteinsson durch Mikael Petersen ersetzt.
Gemeinsam mit ihrem Mann erhielt sie 2019 den isländischen Falkenorden.